# Miagrammopes larundus
Miagrammopes larundus är en spindelart som beskrevs av Arthur M. Chickering 1968. Miagrammopes larundus ingår i släktet Miagrammopes och familjen krusnätsspindlar.
Artens utbredningsområde är Panama. Inga underarter finns listade i Catalogue of Life.